# 东大山站
东大山站位于甘肃省金昌市永昌县东大山村，是兰新铁路的一座火车站，等级为五等站，距兰州站386公里，距乌鲁木齐站1506公里，本站及相邻上下行区间均为电气化区段。本站不办理客货运业务。邮政编码为737201。